# Lodewijk Asscher
Lodewijk Frans Asscher  ( pronunciación holandesa: [ˈloːdəʋɛik frɑns ˈɑʃər] ; nacido el 27 de septiembre de 1974) es un político y jurista holandés que se desempeñó como líder del Partido Laborista (PvdA) de 2016 a 2021 y líder parlamentario en la Cámara de Representantes de 2017 a 2021.
El 5 de noviembre de 2012, fue nombrado ministro de Asuntos Sociales y Empleo y vice primer ministro en el segundo gabinete Rutte. En Ámsterdam fue sucedido por Eberhard van der Laan (también PvdA).
Asscher es un miembro del Partido Laborista (PvdA). Estudió derecho en la Universidad de Ámsterdam y obtuvo su doctorado en 2002. El mismo año se convirtió en miembro del consejo de la ciudad de Ámsterdam. En las elecciones municipales de 2010, fue el líder de su partido en Ámsterdam. De marzo a julio de 2010, Asscher fue alcalde interino de la municipalidad de Ámsterdam, después la dimisión de Job Cohen, hasta el nombramiento de su sucesor, Eberhard van der Laan.

## Vice primer ministro y ministro de Asuntos Sociales y Empleo
El 5 de noviembre de 2012, Asscher fue nombrado por la reina Beatriz bajo juramento como primer ministro y ministro de Asuntos Sociales y Empleo en el gabinete Rutte II. 
El 17 de octubre de 2016, Asscher anunció que se presentaba para ser candidato del partido Laborista de las elecciones generales en marzo de 2017.

## Líder del partido
El 9 de diciembre de 2016, Asscher ganó el liderazgo del Partido Laborista en una elección contra el titular Diederik Samsom . Obtuvo el 54,5% de los votos.  En las elecciones generales holandesas de 2017, el PvdA sufrió la mayor derrota en la historia electoral holandesa, recibiendo solo el 5,7 % de los votos y perdiendo 29 de sus 38 escaños. El PvdA no se reincorporó al gobierno después de las elecciones. Asscher fue sucedido como ministro de Asuntos Sociales y Empleo por Wouter Koolmees en el tercer gabinete Rutte, el 26 de octubre de 2017. Mientras era el presunto líder del partido para las elecciones parlamentarias de 2021, Asscher se retiró como líder el 14 de enero de 2021 a solo dos meses de las elecciones, debido a su papel como ministro de Asuntos Sociales en el toeslagenaffaire (escándalo de las prestaciones sociales).

## Vida personal
Lodewijk Asscher está casado con Jildau Piena, con quien tiene tres hijos.